# Васил Икономов (общественик)
 Тази статия е за общественика, учител и фолклорист.  За анархиста, вижте Васил Икономов.  
Васил Апостолов Икономов е български общественик, учител, свещеник, печатар, публицист и фолклорист от Македония.

## Биография
Васил Икономов е роден на 6 май 1848 година в Лазарополе, тогава в Османската империя. Още като малък остава сирак. Основно образование завършва в родното си село, а след това учи в богословската школа в Атон. Около 1865 година се връща в Лазарополе и става църковен певец и помощник учител на чичо си - поп Коста. През февруари 1868 година Икономов се запознава със Стефан Веркович, който го насочва към събирането на фолклорно-етнографски материали. Запазено е в ръкопис негово „Описание на Кичево“. Икономов се запознава с руския призренски консул Иван Ястребов и му дава много от записките си върху народните обичаи и песни от Дебърско, които се публикувани в Ястребовия сборник в 1886 година. Тази книга е един от първите трудове в руската наука, които са откровено антибългарски.
След убийството на поп Теофил Жунгуловски в 1884 година Икономов е затворен. След това по препоръка на руския битолски консул пътува до Санкт Петербург и носи подаръци от руския цар и от руския патриарх за Лазарополе. Често пътува до Цариград, Белград и София, където контактува с политици, общественици и учени. Икономов публикува сбирка народни песни в „Сборника за народни умотворения, наука и книжнина“ в първия брой в 1889 година. Предава в София десетина стари ръкописа от XIII–XVI век. Икономов взима участие в Учителския събор в Прилеп в 1891 година и в съставянето на антиекзархийска резолюция. Ревизия в училището му установява, че учителят не учи децата на книжовен български език и в 1892 година след 12-годишна служба за Екзархията Икономов е уволнен като учител. В същото време СБНУ спира да издава публикациите на Икономов и той отива в София, където се договаря с Коста Шахов за издаването на „Сборник от старонародни песни и обичаи в Дебърско и Кичевско (Западна Македония)“, който се публикува в 1893 година с материалната подкрепа на съселяни на Икономов.
На 20 септември 1895 година е назначен за учител в Беличица от Дебърската българска църковно-училищна община, но съселяните му искат да се върне да преподава в Лазарополе и Икономов получава разрешение за това на 7 ноември 1897 година. Прекарва няколко години в София след смъртта на неговите 9 деца и сериозното разболяване на съпругата му. В периода 1902 - 1907 година е певец в българската църква в Браила. Там съставя сборник с църковени песни, в голямата си част от композитори от Македония. В 1908 година отива в Солун, където синът му учи в българската гимназия. Отваря своя печатница заедно с Йосиф Раданов в следващата 1909 година в Солун, която функционира 7-8 месеца, след което е затворена от турските власти.
По време на Балканските войни Икономов е в родното си село.
След намесата на България в България в Първата световна война и освобождението на Вардарска Македония през есента на 1915 година, на 20 ноември 1915 година е назначен в Тричленната комисия, която управлява Лазарополе и става кмет на Лазарополската общинска управа. След това от 24 декември 1917 до 10 септември 1918 година като кмет на Требищката община.
След възстановяването на сръбската власт след загубата на войната от България, Васил Икономов се оттегля в Кичевския манастир. На 3 януари 1919 година е повикан от Кралския съд на община Лазарополе, който се подготвя да го качи на бесилото. Деецът на ВМОРО от Галичник Васил Чоланчевски го спасява в последния момент. След това на Икономов е предложена пенсия от сръбските власти, но той отказва категорично.
Васил Икономов умира на 4 юни 1934 година в Лазарополе.